# Татјана Миливојевић
Татјана Миливојевић (Београд, 1960) доктор је филозофије, доцент на Факултету за културу и медије на Универзитету Џон Незбит у Београду. Сертификовани је психотерапеут трансакционе анализе.

## Биографија
Рођена је у Београду, живела и школовала се у Франсцуској где је завршила гимназију, и у Београду. Дипломирала је филозофију на Филозофском факултету Универзитета у Београду, а магистрирала (1993) и докторирала (1997) у Француској, на Филозофском факултету Универзитета Ница Софија-Антиполис (Sophia-Antipolis, Nice). У Ници је завршила и обуку за психотерапеута у Институту за психотерапију и комуникацију ЕТАПЕ (ETAPE) и радила као психотерапеут, едукатор и вођа радионица.
Од 2010. запослена и изабрана у звање доцента у научној области Антропологија, на Факултету за културу и медије Универзитета Џон Незбит. На основним академским студијама предаје Психологију стваралаштва, Антропологију и Етику јавног комуницирања; на мастер студијама предмет Етика, мотивација, комуникација; на докторским студијама Персоналистичку антропологију.
Области научног интересовања
- Филозофија
- Психологија
- Етика
- Социокултурна антропологија
- Интерперсонална комуникација